# Jardim de Teófilo Braga (Porto)

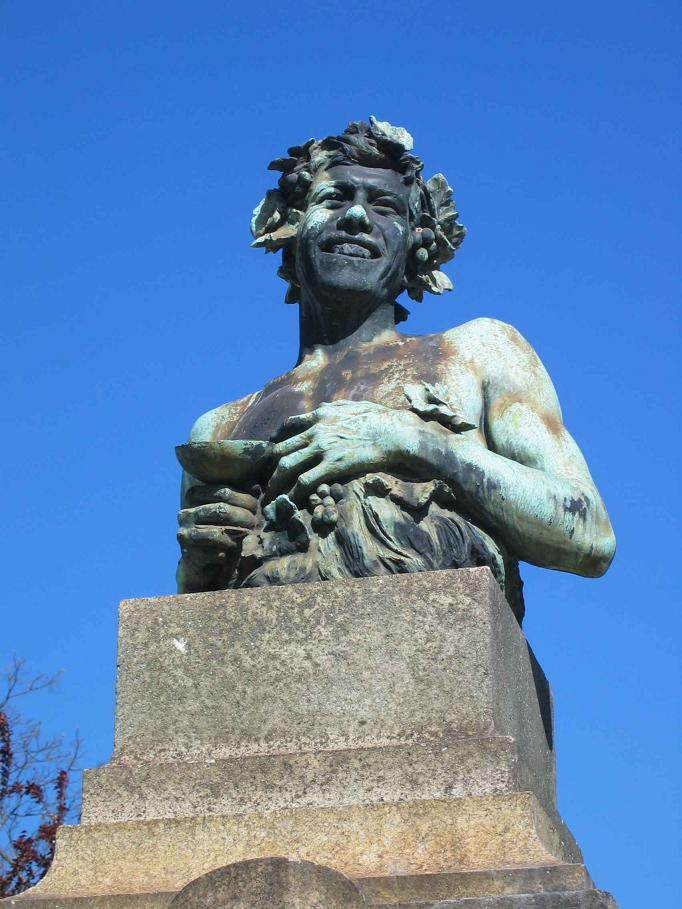
Baco de António Teixeira Lopes

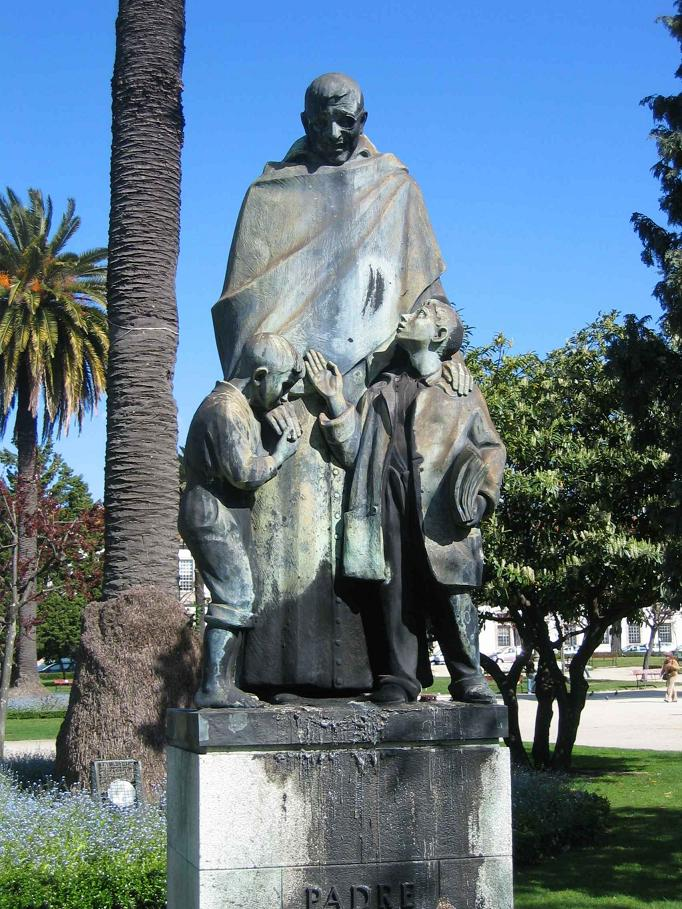
Padre Américo de Henrique Moreira

O Jardim de Teófilo Braga — também conhecido como Jardim da Praça da República — localiza-se no centro da Praça da República, na freguesia da Cedofeita da cidade do Porto, em Portugal.

## Origem do nome
O nome homenageia o poeta, escritor e professor Teófilo Braga.

## História
O terreiro da praça serviu para exercícios militares do Quartel de Santo Ovídio, mandado construir em 1790 pela rainha D. Maria I. Em 1915-1916 o espaço foi convertido em jardim público.
O Jardim de Teófilo Braga tem espaço relvado com arvoredo, alguns canteiros floridos e várias esculturas.
Entre as estátuas do jardim encontram-se Baco (1916) de António Teixeira Lopes, Padre Américo (1959) de Henrique Moreira e República (2010) do escultor Bruno Marques.

## Acessos
- Estação Faria Guimarães
- Estação Lapa
- Estação Trindade
- Linhas: 202, 304, 502 e 600 dos STCP.